# Antoon Jacob
Antoon Jacob (Boom, 8 maart 1889 - Antwerpen, 23 februari 1947) was een Belgisch hoogleraar, literatuurhistoricus en Vlaams activist en collaborateur.

## Levensloop
Jacob liep school in het atheneum van Antwerpen. Hij was er voorzitter van de vereniging Vlaamsche Bond en secretaris van het tijdschrift De Goedendag.
Van 1907 tot 1911 studeerde hij Germaanse filologie aan de Rijksuniversiteit Gent. In 1912-1914 was hij achtereenvolgens medewerker in de universiteitsbibliotheek, leraar in Paturages en aan het Gentse atheneum.

## Eerste Wereldoorlog
In 1914 vluchtte hij naar Nederland. Hij behoorde begin 1915 tot de stichters van De Vlaamsche Stem en werd er in juli, toen de activistische toon luider werd, de hoofdredacteur van. Tegen het einde van het jaar was hij weer in Antwerpen en probeerde er de socialisten voor het activisme te winnen.
In 1916 werd hij benoemd tot docent in de Nederlandse en algemene letterkunde aan de zogenaamde von Bissing-universiteit, de vernederlandste universiteit van Gent. In 1917 werd hij lid van de Raad van Vlaanderen, maar nam ontslag in januari 1918 toen deze de zelfstandigheid van Vlaanderen uitriep.

## Na de oorlog
Jacob gaf zich aan het gerecht over en werd in 1920 tot tien jaar hechtenis veroordeeld. Hij kwam vrij in 1923. Vanuit de gevangenis en nadat hij vrijkwam, ageerde hij voor amnestie, voor de Frontpartij, voor de vrijlating van August Borms, enz. Hij correspondeerde met Pieter Geyl, totdat die eerder Herman Vos steunde binnen de Frontpartij dan wel Jacob. Hij werd stilaan gezien als een doctrinaire en radicale Vlaams-nationalist en Groot-Nederlander.
Na opnieuw rechten te hebben gestudeerd in Utrecht, werd hij in 1934 tot lector benoemd (Nederlandse taal en letterkunde) aan de Universiteit van Hamburg. Hij spande zich in voor goede relaties tussen studenten in Vlaanderen en Neder-Duitsland. Ook had hij invloed op de toekenning van de jaarlijkse Rembrandtprijs door de Hamburgse mecenas Alfred Toepfer.

## Tweede Wereldoorlog
Jacob werd een onvoorwaardelijk aanhanger van het nazisme en dat maakte hem de geschikte man om door de bezetter in februari 1941 tot hoogleraar te worden benoemd aan de Rijksuniversiteit Gent, in opvolging van de afgezette August Vermeylen. Studenten uit die tijd herinnerden zich dat hij bij het begin van een lesuur de Hitlergroet bracht, die beantwoord werd door de enkele Duitsgezinden onder de aanwezige studenten.
Het jaar daarop werd hij door de bezetter ook opgedrongen aan de ULB, waar hij echter werd geweigerd door de academische overheid. Dit had tot gevolg dat de universiteit door de Duitsers gesloten werd.
Hij werd ook, in november 1942 en in opvolging van Cyriel Verschaeve, voorzitter van de collaborerende Vlaamsche Cultuurraad. In 1943 werd hij voorzitter van de Vlaamse Juristenvereniging.

## Na de oorlog
In augustus 1944 vluchtte Jacob naar Duitsland, en kwam terecht in Bad Pyrmont. Hij werd er, net als Cyriel Verschaeve en Borms, door Jef Van de Wiele benoemd tot lid van de Adviesraad van de Vlaamsche Landsleiding, een soort regering in ballingschap, waaraan geen lang leven was beschoren.
Hij kwam terug naar België en werd er opgepakt. In de gevangenis werd hij zwaar ziek en hij overleed in het Sint-Elisabethziekenhuis.

## Publicaties
- De Vlaamse Beweging en de Belgische zaak. Een Vlaamse stem, z.j.
- Fransche verzen van J. A. De Laet, in: Verslagen en Mededelingen Koninklijke Vlaamse Academie voor Taal en Letterkunde, 1914.
- Consciences' Artevelde en de nationale inslag bij de historische roman, 1918.
- Borms in de cel, 1925.
- Verlooy en d'onmacht der moederlijke taal, in: Album Vercouillie, 1927.
- Hendrik Conscience en de Belgische politiek, in: De Gids, 1928.
- Toespraak voor Willem De Vreese, in: Roeping, 19344.
- René de Clercq, levensbericht, in: Jaarboek van de Maatschappij der Nederlandsche Letterkunde te Leiden, 1937.
- Flandern, Holland, Deutschland in ihrer geistichen Beziehungen seit der Westfälischen Frieden, in: Quickborn, 1939.
- Willem Verhoeven over de volkstaal en het schoolwezen op den drempel van de Franschen Tijd, in: Van Gansen Gedenkboek, 1943.